# Passivgeschäft
Passivgeschäft (oder Einlagengeschäft) ist im Bankwesen ein Bankgeschäft, das in der Annahme fremder Gelder als Einlagen oder anderer unbedingt rückzahlbarer Gelder des Publikums besteht, ohne Rücksicht darauf, ob Zinsen vergütet werden; der Rückzahlungsanspruch darf nicht aus Inhaber- oder Orderschuldverschreibungen verbrieft resultieren.   

## Allgemeines
Die Annahme von Geldern fremder Bankkunden durch Bareinzahlung oder Bankgutschrift ist als klassisches Bankgeschäft in der Legaldefinition des § 1 Abs. 1 Nr. 1 KWG enthalten. Man spricht hierbei auch vom Passivgeschäft, da sich diese Geschäfte auf der Passivseite der Bankbilanz widerspiegeln. Da es sich um fremde Gelder handelt, sind die Kreditinstitute Schuldner und die Bankkunden Gläubiger der Einlagen. Einlagen sind daher aus Banksicht Fremdkapital, das im Gegensatz zu Nichtbanken (2- bis 3-fache) deutlich größer ist (10- bis 15-fache) als das Eigenkapital.
Das Passivgeschäft ist Voraussetzung für das Kreditgeschäft, da die hereingenommenen Gelder als Refinanzierung der Bankkredite dienen. Das Einlagengeschäft stellt die Grundlage für die Berechnung der Mindestreserven dar, die Kreditinstitute bei der Bundesbank zu hinterlegen haben. Durch das Passivgeschäft verwirklichen die Banken im Rahmen der Bankbetriebslehre die Aufgabe des Finanzintermediärs. Von Bedeutung sind für das Passivgeschäft die Bodensatztheorie und die Maximalbelastungstheorie. Während sich die Bodensatztheorie mit den Abhebungsgewohnheiten der Bankkunden auseinandersetzt, befasst sich die Maximalbelastungstheorie unter anderem mit der Illiquidität vieler Bankkredite im Falle eines Bank Run.

## Gliederung
Das Passivgeschäft kann formal wie folgt gegliedert werden:
```
    Verbindlichkeiten gegenüber anderen Banken
      + täglich fällige Verbindlichkeiten (
Kontokorrenteinlagen
, 
Tagesgeld
)
      + Einlagen mit vereinbarten Laufzeiten oder Kündigungsfristen
    Verbindlichkeiten gegenüber Kunden
      + 
Spareinlagen

      + 
Kontokorrenteinlagen

      + Einlagen mit vereinbarten Laufzeiten oder Kündigungsfristen
    = Summe Einlagengeschäft
      + verbriefte Verbindlichkeiten
        (aus 
begebenen
 Schuldverschreibungen wie 
Sparbriefe
 und sonstigen 
Geldmarktpapieren
)
    = Summe Passivgeschäft
```

## Bilanzierung
Der Einlagenbegriff ist gesetzlich nicht definiert. Unter Einlagen versteht man die laufende Entgegennahme von Geldern von einer Vielzahl von Geldgebern, die keine Kreditinstitute sind, in darlehens- oder ähnlicher Weise auf der Grundlage typisierender Verträge, wobei diese Gelder nicht banküblich besichert werden dürfen. Die EU-Richtlinie über Einlagensicherungssysteme versteht darunter „ein Guthaben, das sich aus auf einem Konto verbliebenen Beträgen oder aus Zwischenpositionen im Rahmen von normalen Bankgeschäften ergibt und vom Kreditinstitut nach den geltenden gesetzlichen und vertraglichen Bedingungen zurückzuzahlen ist, einschließlich einer Festgeldeinlage und einer Spareinlage“. Verbindlichkeiten in dieser Form gegenüber Kreditinstituten und gegenüber Nichtbanken sind unter diesen Bilanzpositionen nach § 21 Abs. 1 bzw. Abs. 2 Kreditinstituts-Rechnungslegungsverordnung (RechKredV) zu bilanzieren. Auch in der Bilanz sind verbriefte Verbindlichkeiten gesondert auszuweisen. Hierher gehören auch Verbindlichkeiten aus Namensschuldverschreibungen, Orderschuldverschreibungen, die nicht Teile einer Gesamtemission sind, Namensgeldmarktpapieren, Habensalden aus Effektengeschäften und aus Verrechnungskonten sowie Verbindlichkeiten aus verkauften Wechseln einschließlich eigener Ziehungen, die den Kreditnehmern nicht abgerechnet worden sind. Nach § 9 Abs. 1 Nr. 3-6 RechKredV sind im Passivgeschäft die Restlaufzeiten aufzugliedern in „bis 3 Monate“, „mehr als drei Monate bis ein Jahr“, „mehr als ein Jahr bis 5 Jahre“ und „mehr als 5 Jahre“.

## Gesetzliche Sicherung
Nach § 4 Abs. 2 Nr. 1 des Einlagensicherungs- und Anlegerentschädigungsgesetzes (EAEG) sind Einlagen bis zur Höhe von 100.000 € gesichert (seit 1. Januar 2011), die im Entschädigungsfall ausgezahlt werden, wenn ein Kreditinstitut nach § 5 EAEG nicht in der Lage ist, Einlagen zurückzuzahlen. Einlagen im Sinne dieses Gesetzes sind Guthaben bei Kreditinstituten, die sich aus auf einem Konto verbliebenen Beträgen im Rahmen der Geschäftstätigkeit eines Instituts und von diesem auf Grund gesetzlicher oder vertraglicher Bestimmungen zurückzuzahlen sind. Dazu zählen auch Forderungen, die das Institut durch Ausstellung einer Urkunde verbrieft hat (Sparbuch), jedoch nicht Inhaber- und Orderschuldverschreibungen. Sparkassenobligationen sind jedoch aufgrund der Institutssicherung der Sparkassen, Landesbanken und Landesbausparkassen ebenfalls wie die Sparkassenbriefe gesichert. Das gilt auch für Inhaberschuldverschreibungen, die der Sicherungseinrichtung des Bundesverbandes der Deutschen Volksbanken und Raiffeisenbanken unterliegen. Beide Institutssicherungen gewährleisten zudem eine betraglich unbegrenzte Einlagensicherung.